# Messeniska krigen
Messeniska krigen var de två första konflikterna mellan Messenien och Sparta på 700-talet f.Kr. respektive 600-talet f.Kr. Den tredje messeniska kriget var ett helotiskt uppror på 460-talet f.Kr. som var så långvarigt och omfattande att det senare kallades den tredje messeniska kriget.
- Första messeniska kriget. 743 f.Kr. - 724 f.Kr.
- Andra messeniska kriget. 685 f.Kr. - 668 f.Kr. [1]
- Tredje messeniska kriget. 464 f.Kr. - 454 f.Kr.